# Linda Sadnik
Linda Sadnik (* 13. Dezember 1910 in Pettau; † 7. Mai 1998 in Linz) war eine österreichische Slawistin.

## Leben
Sadnik wurde in Pettau (slowenisch Ptuj) geboren und siedelte 1926 mit ihrer Familie nach Graz über. Nach einem Studium an der Universität Graz unterrichtete sie zunächst als Sprachlehrerin Serbokroatisch und Bulgarisch und wurde 1941 Lektorin für diese beiden Sprachen an der Universität Graz. 1943 promovierte sie hier, 1947 habilitierte sie sich. 1959 wurde sie Professorin für Slawische Philologie an der Universität Saarbrücken, 1968 wurde sie an die Universität Graz zurückberufen, an der sie bis zu ihrer vorzeitigen Emeritierung im Jahr 1975 wirkte. 
Ihr Spezialgebiet war die Erforschung des Altkirchenslawischen bzw. Altbulgarischen. Zusammen mit ihrem Mann Rudolf Aitzetmüller gab sie das „Handwörterbuch zu den altkirchenslavischen Texten“ heraus, sie publizierte ferner Studien zur slawischen Akzentologie und zu verschiedenen altkirchenslavischen Denkmälern.